# Хмарна інтеграція
Хмарна інтеграція – це форма системної інтеграції, що надається як послуга хмарних обчислень, яка стосується даних, процесів, сервіс-орієнтованої архітектури (SOA) та інтеграції застосунків.

## Інтеграційна платформа як послуга
Інтеграційна платформа як послуга ( iPaaS ) — це набір хмарних служб, що дозволяє клієнтам розробляти, виконувати та керувати потоками інтеграції між різними застосунками. Відповідно до хмарної моделі інтеграції iPaaS, клієнти керують розробкою та розгортанням інтеграцій без встановлення та керування будь-яким апаратним чи проміжним програмним забезпеченням. Модель iPaaS дозволяє компаніям досягти інтеграції без великих інвестицій у навички чи ліцензоване програмне забезпечення проміжного рівня. Раніше iPaaS розглядався в основному як інструмент інтеграції хмарних програмних застосунків, який використовувався переважно малим і середнім бізнесом. Згодом гібридний тип iPaaS — Hybrid-IT iPaaS — який з’єднує хмару з локальною системою, стає все більш популярним. Крім того, великі підприємства досліджують нові способи інтеграції iPaaS у свої наявні ІТ-інфраструктури.
Хмарна інтеграція була в основному створена для того, щоб зруйнувати сховища даних, покращити підключення та оптимізувати бізнес-процес. Популярність хмарної інтеграції зросла, оскільки використання рішень програмного забезпечення як послуги зростає з кожним днем.
До появи хмарних обчислень на початку 2000-х інтеграцію можна було класифікувати як внутрішню або як бізнес-бізнес (B2B). Вимоги до внутрішньої інтеграції обслуговувалися через локальну платформу проміжного програмного забезпечення та зазвичай використовували службову шину для керування обміном даними між системами. Інтеграція B2B обслуговувалася через шлюзи EDI або додаткову мережу (VAN). Поява застосунків SaaS створила новий тип попиту, який було задоволено завдяки хмарній інтеграції. З моменту появи багато таких служб також розвинули можливість інтегрувати застарілі або локальні застосунки, а також функціонувати як шлюзи EDI.
Одна маркетингова компанія запропонувала такі істотні характеристики: 
- Розгорнуто в гнучкій хмарній інфраструктурі з кількома клієнтами
- Ціноутворення за моделлю підписки (операційні витрати, а не капітальні витрати)
- Немає розробки програмного забезпечення (необхідні конектори вже повинні бути доступні)
- Користувачі не розгортають і не керують самою платформою
- Наявність функцій управління і моніторингу інтеграції

Поява цього сектору призвела до нових хмарних інструментів управління бізнес-процесами, які не потребують створення інтеграційних рівнів, оскільки вони тепер є окремою послугою.
До рушійних сил зростання належать потреба в інтеграції можливостей мобільних застосунків із розповсюдженням ресурсів публікації API та зростання попиту на функції Інтернету речей, оскільки все більше «речей» підключаються до Інтернету .

## Служби інтеграції Azure
Azure Integration Services — iPaaS рішення від компанії Microsoft, яке забезпечує чотири основні хмарні служби:
- API як спосіб публікації та керування інтерфейсами прикладного програмування. Служба API робить програмні засоби доступними для іншого програмного забезпечення, незалежно від того, працюють ці служби в хмарі чи локально.
- Оркестрування — наочний спосіб створення та запуску логіки інтеграції. Наприклад, може знадобитися реалізувати бізнес-процес, який покладається на кілька різних програм, доступ до яких здійснюється через API. Щоб створити такий робочий процес, iPaaS забезпечує оркестрування, як правило, за допомогою графічного інструменту для визначення логіки робочого процесу.
- Обмін повідомленнями (мессенджинг) — певний спосіб для програм і технологій інтеграції спілкуватися слабко пов'язаними способами. Ця служба надає черги, які зберігають повідомлення, доки їх не зможе отримати одержувач. Це дозволяє застосункам і програмному забезпеченню для інтеграції асинхронно спілкуватися навіть на різних технологічних платформах, що часто потрібно в сценаріях інтеграції.
- Події (івенти) — технологія, яка підтримує спілкування через події. Замість опитування черги в службі обміну повідомленнями, наприклад, іноді простіше та ефективніше дізнатися про зміни, отримавши подію.